# Isla Laitec
Isla Laitec är en ö i Chile.   Den ligger i regionen Región de Los Lagos, i den södra delen av landet, 1 100 km söder om huvudstaden Santiago de Chile. Arean är 25,1 kvadratkilometer.
Terrängen på Isla Laitec är platt. Öns högsta punkt är 141 meter över havet. Den sträcker sig 12,1 kilometer i nord-sydlig riktning, och 5,9 kilometer i öst-västlig riktning.